# I Want You (음반)
《I Want You》는 미국의 솔 가수이자 작곡가 마빈 게이의 열네 번째 스튜디오 음반이다. 1976년 3월 16일 모타운 레코드 자회사 타믈라에 의해 발매되었다.
게이는 1975년과 1976년 사이에 로스앤젤레스에 있는 자신의 스튜디오 마빈스 룸과 디트로이트에 위치한 히츠빌 웨스트 스튜디오에서 이 음반을 녹음했다. 이 음반은 프로듀서 리언 웨어의 영화적이고 다운템포 사운드, 그와 게이의 작곡에서 에로틱한 주제, 그리고 가수의 두드러진 신시사이저 사용으로 비평가들로부터 종종 주목을 받았다. 이 음반의 커버 삽화는 네오 매너리스트인 어니 반스의 유명한 그림 《The Sugar Shack》을 각색한 것이다.
《I Want You》는 게이의 1973년 음반 《Let's Get It On》 이후 처음으로 녹음된 스튜디오 자료로 구성되었다. 이 음반은 그의 트레이드 마크인 모타운과 두왑에 영향을 받은 사운드에서 펑키하고 가벼운 디스코 소울을 위해 출발한 게이를 위한 음악적 방향의 변화를 기념했지만, 이 음반은 그의 전작의 성적 주제를 유지하고 확장했다. 발매 당시 비평가들의 엇갈린 반응에 따라, 《I Want You》는 게이의 가장 논란이 많은 작품 중 하나이며 디스코, 알앤비, 네오 소울과 같은 음악 스타일에 영향을 미친 것으로 작가들과 음악 비평가들로부터 회고적 인정을 받았다.

## 배경
1975년 마빈 게이는 그의 획기적인 스튜디오 음반인 《Let's Get It On》 (1973년)과 다이애나 로스와 듀엣 프로젝트인 《Diana & Marvin》 (1973년)의 상업적이고 비판적인 성공을 거두었다. 하지만, 《Let's Get It On》의 컨셉과 녹음과 비슷하게, 게이는 적절한 후속 음반으로 음반을 만드는 데 어려움을 겪었다. 그리고 《Let's Get It On》처럼, 게이는 이번에는 팝 가수 마이클 잭슨과 리듬 앤 블루스 그룹 미러클스를 포함한 모타운 동료의 히트곡을 작곡한 가수이자 작곡가 리언 웨어의 도움을 구했다. 웨어는 이후 자신의 음반 《Musical Massage》라는 타이틀로 곡 작업을 하고 있었는데, 이 곡은 웨어가 재클린 힐러드와 다이애나 로스의 동생인 아서 "티보이" 로스를 포함한 다양한 작가들과 함께 작곡한 에로틱 싱글 모음집이다. 모타운의 CEO 베리 고디가 웨어를 방문했을 때, 작곡가는 고디가 선곡한 트랙을 들려주며 기뻐했다. 그러나 곡들의 사전 믹스를 들은 고디는 웨어가 게이가 자신의 자료를 다루도록 해야 한다고 생각했다.

## 발매 및 평가
| 전문가 평가                   | 전문가 평가 |
| 평가 점수                     | 평가 점수   |
| 출처                          | 점수        |
| ----------------------------- | ----------- |
| AllMusic                      | [ 2 ]       |
| Chicago Tribune               | [ 3 ]       |
| Q                             | [ 4 ]       |
| The Rolling Stone Album Guide | [ 5 ]       |
| Sounds                        | [ 6 ]       |
| Tom Hull                      | B–          |
| Uncut                         | [ 8 ]       |
| The Village Voice             | C+          |

《I Want You》는 1976년 3월 16일, 미국에서 모타운 계열 레이블 타믈라를 통해 발매되었다. 게이의 이전 랜드마크 음반인 《What's Going On》과 《Let's Get It On》만큼 성공적인 판매는 아니었지만, 《I Want You》는 미국에서 첫 싱글 I Want You의 도움을 받아 100만 장 이상 팔렸다. 이 싱글은 빌보드 솔 싱글 차트에서 1위를 차지했고, 순식간에 마빈 게이의 11번째 1위 히트곡이 되었고, 빌보드 핫 100 차트에서는 15위를 차지했다.
이 음반의 두 번째 싱글인 〈After the Dance (Vocal)〉은 솔 싱글 차트에서 14위, 팝 싱글 차트에서 74위로 정점을 찍었고, 댄스 클럽과 디스코텍을 위한 더블 A-사이드 레코드인 이 곡은 빌보드 디스코 싱글 차트에서 10위 안에 들었다. 이 노래는 1970년대 후반 댄스 클럽과 디스코텍의 주요 상품이 되었다. 〈After the Dance〉는 1970년대 후반 게이의 대표곡 중 하나로 환영받았고 나중에 게이의 전기작가 데이비드 리츠에 의해 "경력의 마지막 한 장을 상징한다"고 묘사되었다.《I Want You》는 빌보드 200 차트 10위권에 진입한 그의 네 번째 음반이자 솔 음반 차트에서 다섯 번째 1위 음반이 되었다.

## 곡 목록
| #  | 제목                               | 작사·작곡                     | 재생 시간 |
| -- | ---------------------------------- | ----------------------------- | --------- |
| 1. | 〈I Want You (Vocal)〉             | 아서 "티보이" 로스, 리언 웨어 | 4:35      |
| 2. | 〈Come Live with Me Angel〉        | 재클린 힐러드, 웨어           | 6:28      |
| 3. | 〈After the Dance (Instrumental)〉 | 마빈 게이, 웨어               | 4:21      |
| 4. | 〈Feel All My Love Inside〉        | 게이, 웨어                    | 3:23      |
| 5. | 〈I Wanna Be Where You Are〉       | 로스, 웨어                    | 1:17      |

| #  | 제목                              | 작사·작곡        | 재생 시간 |
| -- | --------------------------------- | ---------------- | --------- |
| 1. | 〈I Want You (Intro Jam)〉        | 로스, 웨어       | 0:20      |
| 2. | 〈All the Way Around〉            | 로스, 웨어       | 3:50      |
| 3. | 〈Since I Had You〉               | 게이, 웨어       | 4:05      |
| 4. | 〈Soon I'll Be Loving You Again〉 | 게이, 로스, 웨어 | 3:14      |
| 5. | 〈I Want You (Jam)〉              | 로스, 웨어       | 1:41      |
| 6. | 〈After the Dance (Vocal)〉       | 게이, 웨어       | 4:40      |